# Javory stříbrné v Čakovicích
Javory stříbrné v Čakovicích v Praze rostou v Sadech Husitské revoluce naproti čakovickému zámku a parku mezi ulicemi Ke Stadionu, Cukrovarská a Podle Sadů.

## Popis
Z původně osmi javorů se dochovalo šest. Strom u schůdků má uváděné stáří 120 let (r. 2015), obvod jeho kmene je 441 cm a výška 18 metrů (r. 2015). Má žebernatý kmen, který se ve výšce 3 metry větví v široce vějířovitou korunu o průměru 18 metrů. Jeho zdravotní stav je dobrý. Tento javor a jedinec v Kolíně patří mezi dva největší javory stříbrné v Praze a ve Středočeském kraji (kolínský strom není přístupný).

## Historie
Čakovičtí konšelé se rozhodli vybudovat na místě rybníka park na uctění památky Jana Husa. Při té příležitosti zde zasadili osm javorů stříbrných.
Roku 2012 je zaznamenáno již jen 7 exemplářů. O tři roky později byl javor u schůdků navržen na Strom roku. Při rekonstrukci parku v letech 2018 až 2020 bylo torzo jednoho javoru odstraněno z důvodu napadení houbou.

## Významné stromy v okolí
- Jasan v zámeckém parku v Čakovicích
- Jinan v zámeckém parku v Čakovicích
- Lípa republiky v zámeckém parku